# Premi Lumière 1996
La cerimonia di premiazione della 1ª edizione dei Premi Lumière si è svolta il 29 gennaio 1996 ed è stata presieduta da Isabella Rossellini.

## Vincitori
- Miglior film: L'odio (La haine), regia di Mathieu Kassovitz
- Miglior regista: Mathieu Kassovitz - L'odio (La haine)
- Miglior attrice: Isabelle Huppert - Il buio nella mente (La cérémonie)
- Miglior attore: Michel Serrault - Nelly e Mr. Arnaud (Nelly et monsieur Arnaud)
- Migliore sceneggiatura: Patrick Aubrée e Josiane Balasko - Peccato che sia femmina (Gazon maudit)
- Miglior film straniero: Underground (Underground), regia di Emir Kusturica
- Premio d'onore: Catherine Deneuve e Charlotte Rampling